# Rhododendron poilanei
Rhododendron poilanei là một loài thực vật có hoa trong họ Thạch nam. Loài này được Dop miêu tả khoa học đầu tiên năm 1930.